# Drużynowe Mistrzostwa Świata na Żużlu 1977

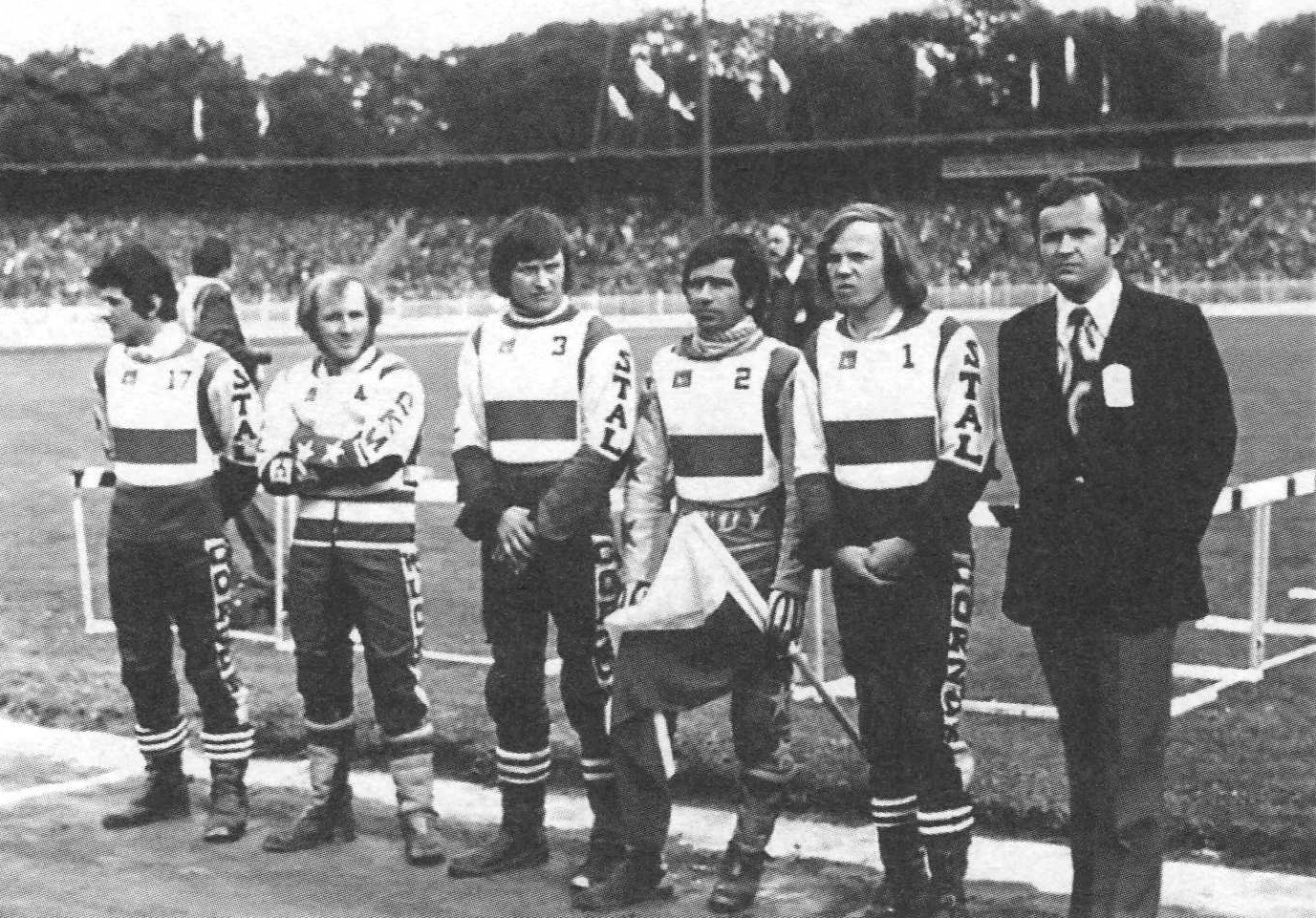
Polska reprezentacja DMŚ na żużlu w roku 1977 zajęła drugie miejsce (od lewej: Ryszard Fabiszewski, Marek Cieślak, Bogusław Nowak, Edward Jancarz i Jerzy Rembas)

Drużynowe Mistrzostwa Świata na Żużlu 1977 – osiemnasta edycja w historii.

## Eliminacje

### Runda kontynentalna

#### Pierwszy ćwierćfinał
- nieznany termin,  Landshut
- Awans do półfinału kontynentalnego: 2 – RFN i Holandia

| Miejsce | Kraje    | Suma | Zawodnicy                                                                     | Pkt.        | Pkt bieg. |
| ------- | -------- | ---- | ----------------------------------------------------------------------------- | ----------- | --------- |
| 1       | RFN      | 42   | Egon Müller Christoph Betzl Hans Wassermann Alois Wiesböck Georg Gilgenreiner | 12 11 9 7 3 | b.d       |
| 2       | Holandia | 24   | Frits Koppe Henny Kroeze Henk Steman Frits Koning Rudi Muts                   | 8 4 3 1     | b.d       |
| 3       | Austria  | 19   | Hubert Fischbacher Walter Grubmüller Adi Funk Günther Walla brak zawodnika    | 6 5 4 –     | b.d       |
| 4       | Węgry    | 11   | János Berki Herbert Szerecs László Mészáros János Szöke brak zawodnika        | 5 1 0 –     | b.d       |

#### Drugi ćwierćfinał
- nieznany termin,  Osijek
- Awans do półfinału kontynentalnego: 2 – Czechosłowacja i Bułgaria

| Miejsce | Kraje          | Suma | Zawodnicy                                                              | Pkt.     | Pkt bieg. |
| ------- | -------------- | ---- | ---------------------------------------------------------------------- | -------- | --------- |
| 1       | Czechosłowacja | 41   | Jan Verner Iloně Voborník Aleš Dryml Josef Minařík Jan Klokočka        | 12 9 7 6 | b.d.      |
| 2       | Bułgaria       | 28   | Janankje Adarov Angel Eftimov Nikolai Manev brak zawodnika             | 8 7 6 –  | b.d       |
| 3       | Włochy         | 25   | Luigi Biginato Paulo Noro Francesco Barbetta Pastorelli brak zawodnika | 7 6 5 –  | b.d       |
| 4       | Jugosławia     | 2    | Stefan Kekec Vlado Kocuvan Djuro Fleten Goniniak brak zawodnika        | 1 0 ns   | b.d       |

#### Półfinał
- 5 czerwca 1977 r. (niedziela),  Miszkolc
- Awans do finału kontynentalnego: 2 – Czechosłowacja i RFN

| Miejsce | Kraje          | Suma | Zawodnicy                                                                        | Pkt.        | Pkt bieg. |
| ------- | -------------- | ---- | -------------------------------------------------------------------------------- | ----------- | --------- |
| 1       | Czechosłowacja | 40   | Jiří Štancl Jan Verner Aleš Dryml Josef Minařík Jan Hádek                        | 11 9 7 2    | b.d.      |
| 2       | RFN            | 33   | Christoph Betzl Hans Wassermann Alois Wiesböck Georg Gilgenreiner brak zawodnika | 11 10 9 3 – | b.d.      |
| 3       | Holandia       | 18   | Frits Koppe Frits Koning Henk Steman Rudi Muts Henny Kroeze                      | 5 4 3 2     | b.d       |
| 4       | Bułgaria       | 5    | Nikolai Manev Ivan Dupalov Angel Eftimov Orlin Janakiev brak zawodnika           | 2 1 –       | b.d.      |

#### Finał
- 9 lipca 1977 r. (sobota),  Praga
- Awans do Finału Światowego: 2 – Czechosłowacja i Polska

| Miejsce | Kraje             | Suma | Zawodnicy                                                                                  | Pkt.        | Pkt bieg. |
| ------- | ----------------- | ---- | ------------------------------------------------------------------------------------------ | ----------- | --------- |
| 1       | Czechosłowacja    | 32   | Václav Verner Aleš Dryml Jan Verner Jiří Štancl brak zawodnika                             | 10 8 6 –    | b.d       |
| 2       | Polska            | 30   | Zenon Plech Edward Jancarz Jerzy Rembas Bogusław Nowak brak zawodnika                      | 10 9 6 5 –  | b.d       |
| 3       | RFN               | 28   | Hans Wassermann Egon Müller Georg Gilgenreiner Alois Wiesböck brak zawodnika               | 12 10 4 2 – | b.d       |
| 4       | Związek Radziecki | 6    | Władimir Rozańczuk Siergiej Duszew Grigorij Chłynowski Władimir Paznikow Nikołaj Korniejew | 3 1 0       | b.d       |

### Runda skandynawska
- 19 czerwca 1977 r. (niedziela),  Skien
- Awans do Finału Światowego: 1 – Szwecja

| Miejsce | Kraje     | Suma | Zawodnicy                                                               | Pkt.        | Pkt bieg. |
| ------- | --------- | ---- | ----------------------------------------------------------------------- | ----------- | --------- |
| 1       | Szwecja   | 37   | Bernt Persson Tommy Nilsson Bengt Jansson Anders Michanek Jan Andersson | 11 10 9 5 2 | b.d       |
| 2       | Dania     | 28   | Ole Olsen Mike Lohmann Alf Busk Finn Rune Jensen Bo Petersen            | 12 7 5 3 1  | b.d       |
| 3       | Finlandia | 25   | Kai Niemi Ila Teromaa Rauli Makinen Markku Helminen brak zawodnika      | 8 5 4 –     | b.d       |
| 4       | Norwegia  | 5    | Tom Godal Audun Ove Olsen Jan Gravningen Tormod Langli brak zawodnika   | 2 1 0 –     | b.d       |

### Runda brytyjska
- 19 czerwca 1977 r. (niedziela),  Reading
- Awans do Finału Światowego: 1 – Anglia

| Miejsce | Kraje         | Suma | Zawodnicy                                                              | Pkt.        | Pkt bieg. |
| ------- | ------------- | ---- | ---------------------------------------------------------------------- | ----------- | --------- |
| 1       | Anglia        | 40   | Dave Jessup Malcolm Simmons Peter Collins John Davis rez. Michael Lee  | 12 11 6 1   | b.d       |
| 2       | Australia     | 35   | Phil Crump Billy Sanders Phil Herne John Boulger brak zawodnika        | 10 9 8 6 ns | b.d       |
| 3       | Szkocja       | 12   | Jim McMillan Bobby Beaton Brian Collins Bert Harkins rez. Benny Rourke | 5 4 2 ns    | b.d       |
| 4       | Nowa Zelandia | 8    | Bruce Cribb Larry Ross Dave Gifford Robin Adlington rez. John Goodall  | 5 2 1 0     | b.d       |

## Finał Światowy
- 18 września 1977 r. (niedziela),  Wrocław

| Miejsce | Kraje          | Suma | Zawodnicy                                                                         | Pkt.     | Pkt bieg.                                     |
| ------- | -------------- | ---- | --------------------------------------------------------------------------------- | -------- | --------------------------------------------- |
| 1       | Anglia         | 37   | Peter Collins Dave Jessup Michael Lee Malcolm Simmons rez. John Davis             | 10 9 3 6 | (3,2,3,2) (2,3,1,3) (2,1,3,3) (1,2,-,-) (3,3) |
| 2       | Polska         | 25   | Edward Jancarz Bogusław Nowak Jerzy Rembas Marek Cieślak rez. Ryszard Fabiszewski | 10 6 2 1 | (3,3,2,2) (1,2,2,1) (3,3,0,w) (0,2,0,-) (1)   |
| 3       | Czechosłowacja | 23   | Jiří Štancl Aleš Dryml Jan Verner Václav Verner rez. Petr Ondrašík                | 8 5 ns   | (2,0,3,3) (0,1,2,2) (1,1,1,2) (2,1,2,0) ns    |
| 4       | Szwecja        | 11   | Anders Michanek Bernt Persson Bengt Jansson Tommy Nilsson rez. Sören Karlsson     | 5 4 2 0  | (0,3,1,1) (3,0,1,0) (1,0,0,1) (0,0,-,-) (0,0) |

## Tabela końcowa
| Miejsce | Kraj              |
| 1       | Anglia            |
| 2       | Polska            |
| 3       | Czechosłowacja    |
| 4       | Szwecja           |
| 5       | Dania             |
|         | Australia         |
| 7       | RFN               |
|         | Szkocja           |
|         | Finlandia         |
| 10      | Związek Radziecki |
|         | Norwegia          |
|         | Nowa Zelandia     |
| 13      | Holandia          |
|         | Bułgaria          |
| 15      | Włochy            |
|         | Austria           |
| 17      | Węgry             |
|         | Jugosławia        |